# Liriope (Trachyméduse)
Ne doit pas être confondu avec Liriope ou Liriope (genre).
Genre
Liriope est un genre de trachyméduses (hydrozoaires) de la famille des Geryoniidae.

## Liste d'espèces
Selon World Register of Marine Species (9 février 2019) :
- Liriope tetraphylla Chamisso & Eysenhardt, 1821

## Publication originale
- Lesson, 1843 : Histoire naturelle des zoophytes. Acalèphes. pp. 1-596 (texte intégral) (fr).